# День подяки за працю

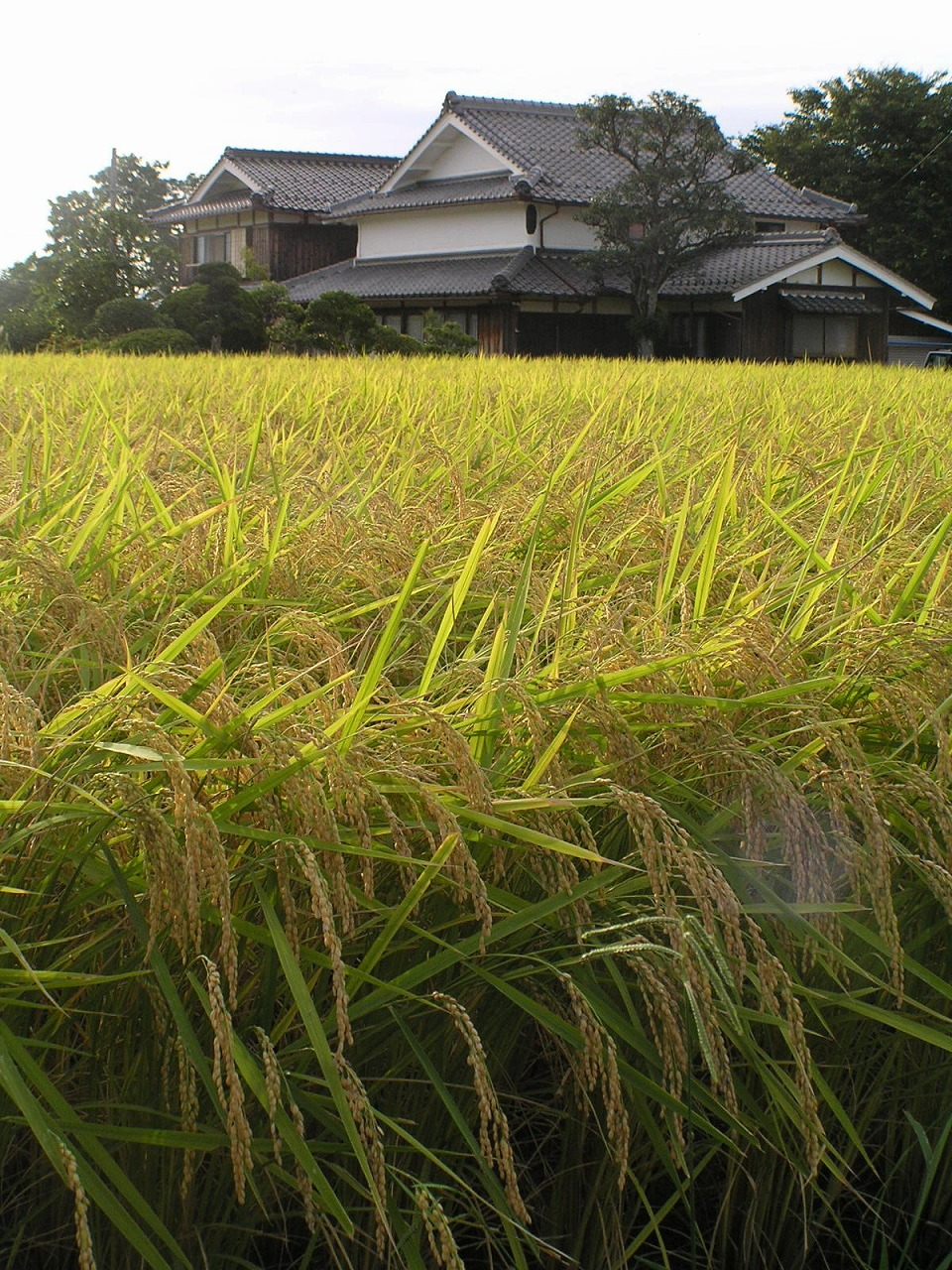
День подяки за працю — відлуння Ніїїнамесай, традиційного свята подяки богам за врожай злаків.

День подяки за працю(яп. 勤労感謝の日, きんろうかんしゃのひ, кінро канся-но хі) — національне японське свято, яке відзначається щорічно 23 листопада як день шанування і подяки за працю один одного.

## Короткі відомості
Святкування Дня подяки за працю було затверджено 1948 року Законом про національні свята Японії. Згідно з цим Законом, мета Дня полягає у «шануванні праці, святкуванні продуктивності і взаємоподяці членів нації.».
До поразки Японії у Другій світовій війні замість Дня подяки за працю відзначали традиційне японське свято Ніїнамесай — синтоїстський ритуал подяки богам Неба і Землі за врожай злаків. Цим ритуалом, що тісно був пов'язаний з культурою рисівництва, керував Імператор Японії і проводив його в Палаці Божественної радості на території своєї Імператорської резиденції.
Століттями Ніїнамесай відзначали щорічно за старим японським календарем — 2 дня зайця 11 місяця. Проте перехід Японії на новий григоріанський календар у 1873 автоматично переносив це свято на січень наступного року. Це  нівелювало зміст Ніїнамесаю, який символізував подяку за врожай року, що завершувався. Тому було вирішено прирівняти 11 місяць японського календаря до 11 місяця григоріанського, а 2 день зайця  до 23 числа. Через це, починаючи з 1874 року, старе японське національне свято Ніїїнамесай стали відзначати 23 листопада.
Після затвердження нової Конституції Японії 1948 року і втрати синтоїзмом статутусу державної релігії 23 листопада перетворилося на загальнонаціональне свято День подяки за працю. Його назва походила від американських свят — Дня праці та Дня подяки. Ніїїнамесай же стали відзначати лише у Ісе дзінґу та інших синтоїстських святилищах.